# Sakura (아라시의 노래)
〈Sakura〉(사쿠라)는 아라시의 45번째 싱글이다.

## 개요
전작 〈아무도 모른다〉로부터 약 9개월 만의 싱글이다.
타이틀곡 〈Sakura〉는 같은 사무소 배우 이쿠타 토마 주연의 TBS 드라마 《우로보로스~이 사랑이야말로, 정의.》의 주제가이다.
타이틀곡 〈Sakura〉에서는 니노미야 카즈나리와 오노 사토시와 마츠모토 준의 댄스가 예술이다.

## 수록곡

### 초회 한정반
CD
1. Sakura
2. Rise and Shine
3. Rise and Shine （オリジナル・カラオケ）

DVD
1. Sakura (비디오 클립)

### 통상반
1. Sakura
2. 同じ空の下で / 같은 하늘 아래서
3. more and more
4. Sakura （オリジナル・カラオケ）
5. 同じ空の下で （オリジナル・カラオケ）
6. more and more （オリジナル・カラオケ）